# Peter Arno

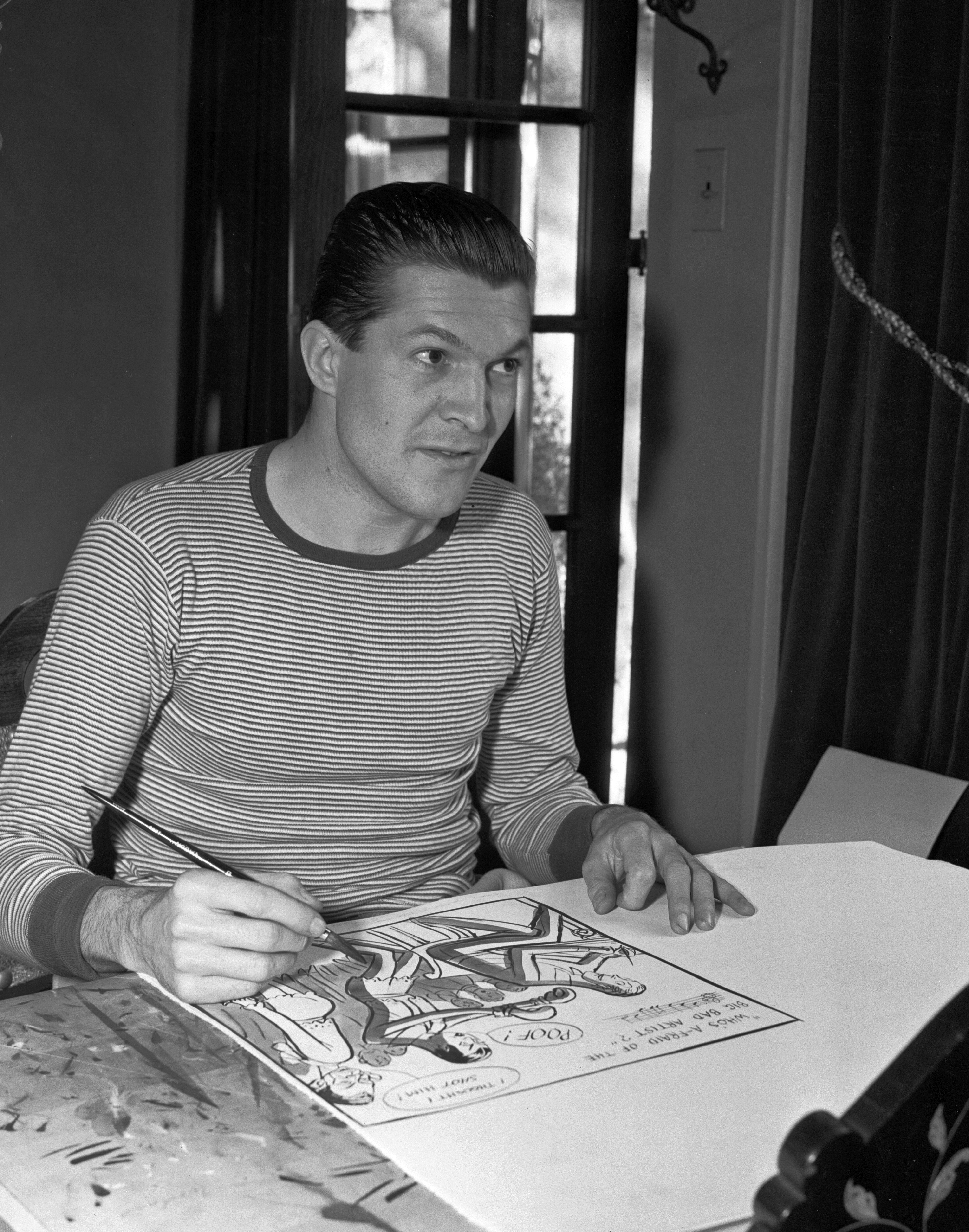
Peter Arno beim Illustrieren eines Cartoons

Peter Arno (* 8. Januar 1904 in New York City; † 22. Februar 1968; eigentlich Curtis Arnoux Peters, Jr.) war ein US-amerikanischer Cartoonist. 

## Leben
Als Curtis Arnoux Peters, Jr. in New York City geboren und an der Hotchkiss School und der Yale University ausgebildet, veröffentlichte Arno von 1925 bis 1968 Cartoons im The New Yorker. 

## Werke
Veröffentlichungen in deutscher Sprache:
- Cartoons, München, Heyne, 1983.